# Conflict Intelligence Team
La Conflict Intelligence Team (CIT) est une organisation d'enquête indépendante originaire de Russie qui mène une enquête open-source sur les événements qui se déroulent pendant les conflits armés, en particulier les actions des troupes russes en Ukraine, Syrie, Libye et République centrafricaine. Avec Bellingcat et InformNapalm (en), c'est l'un des plus grands groupes de ce type à avoir émergé pendant la guerre russo-ukrainienne.

## Historique
Le groupe a été fondé en 2014 par Ruslan Leviev, un programmeur de Sourgout (Russie).
Proche d'Alexey Navalny, il aurait une formation de juriste. Selon d'autres sources, il aurait un diplôme en ingénierie aéronautique, et occupe un poste de responsable de la société de médias Newscaster.
Selon lui, en 2011, il a été confronté à une fraude massive lors des élections à la Douma d'État, après quoi il a rejoint les actions de l'opposition russe et a créé une société réalisant des diffusions en ligne de diverses actions, notamment Euromaïdan. Après l'annexion de la Crimée par la Russie et le début de la guerre dans le Donbass, Leviev a commencé à couvrir et à enquêter sur les événements de ces conflits, y compris la participation de l'armée russe à ceux-ci. Au début, son groupe s'appelait Guerre en Ukraine (WIU), et en septembre 2015, après le début de l'intervention militaire russe en Syrie, il a changé son nom pour celui actuel. Par rapport aux autres groupes similaires, CIT se distingue par le petit nombre de participants (6 ou 8 personnes travaillant à temps plein) et le fait qu'ils sont tous russophones. Les noms de la plupart des membres du groupe sont gardés secrets pour des raisons de sécurité.
Jusqu'en 2022, le groupe opérait principalement en Russie et faisait face à des menaces qui comprenaient deux tentatives d'engager des poursuites pénales contre Leviev, une convocation au bureau du procureur militaire, une attaque au colorant vert brillant par un inconnu, des appels téléphoniques avec des menaces de mort et une attaque de pirate par le groupe CyberBerkut. Le 5 mars 2022, CIT a annoncé avoir quitté la Russie afin de pouvoir continuer à travailler.

## Activité
Le CIT a mené un certain nombre d'enquêtes internationalement reconnues sur la présence et les activités des troupes russes en Syrie et en Ukraine, en particulier la mort de soldats russes dans ces pays et l'utilisation par la Russie d'armes à sous-munitions en Syrie. Des preuves claires de son utilisation (démenties par les autorités russes) ont été trouvées dans des photos et des vidéos des médias d'État russes. En examinant des photographies et des cartes, le CIT a également réfuté la thèse officielle russe selon laquelle les troupes russes en Syrie n'ont pas participé à des batailles terrestres. En collaboration avec Bellingcat, le groupe a étudié les circonstances de l'abattage du Boeing 777 dans la région de Donetsk en 2014. CIT a clarifié les détails de la biographie des suspects dans l'empoisonnement de Sergueï et Ioulia Skripal en 2018, a enquêté sur le meurtre d'Alexander Taraikovsky, un participant aux manifestations biélorusses, en 2020, et a informé en détail des préparatifs de la Russie pour l'invasion de l'Ukraine en 2022. Le groupe collabore avec les principaux médias occidentaux qui publient ses enquêtes, notamment la BBC, Reuters, Sky News et Der Spiegel.